# Croisettes (métro de Lausanne)
Pour les articles homonymes, voir Croisette.
Croisettes est une station de métro de la ligne M2 du métro de Lausanne, dont elle est le terminus nord, située au croisement de la route de Berne, de la route de la Croix-Blanche et du chemin des Croisettes, à Épalinges, au nord de l'agglomération lausannoise, dans le canton de Vaud. Elle dessert les quartiers résidentiels du sud de la commune et le Biopôle.
Mise en service en 2008, elle a été conçue par le cabinet d'architecte CCHE Architectes.
C'est une station, équipée d'un ascenseur, qui est accessible aux personnes à mobilité réduite.

## Situation sur le réseau
Établie à 711 mètres d'altitude, la station terminus Croisettes est établie au point kilométrique (PK) 5,911 de la ligne M2 du métro de Lausanne, après la station Vennes (direction Ouchy-Olympique).

## Histoire
Comme toute la partie nord de la ligne, les travaux de construction de la station débutent en 2004 et elle est mise en service le 27 octobre 2008, lors de l'ouverture à l'exploitation de la ligne M2. Son nom a pour origine la localité des Croisettes où elle est située. Elle est réalisée par le cabinet d'architecture CCHE Architectes, qui a dessiné une station souterraine bien que des ouvertures permettent d'y faire entrer la lumière naturelle, intégrée à un bâtiment accueillant notamment l'Institut universitaire romand de santé au travail (IST) et divers commerces.
En 2012, elle était la septième station la plus fréquentée de la ligne, avec 1,308 million de voyageurs ayant transité par la station.
À une échéance indéterminée, la station sera dotée d'un nouveau tiroir de rebroussement, estimé à 13 millions de francs, afin d'augmenter le nombre de rames en circulation sur la ligne.

## Service des voyageurs

### Accès et accueil
La station compte deux accès, de part et d'autre du bâtiment et parallèles à la route de Berne, et compte un ascenseur donnant directement accès au quai de départ. Elle dispose de deux quais, équipés de portes palières, encadrant les deux voies.

### Desserte
La station Croisettes est desservie tous les jours de la semaine, la ligne fonctionnant de 5 h 15 à 0 h 45 du matin (1 h du matin les vendredis et samedis soir) environ, par l'ensemble des circulations qui parcourent l'intégralité de la ligne. Les fréquences varient entre 4 et 7,5 minutes selon le jour de la semaine. La station est fermée en dehors des heures de service de la ligne.

### Intermodalité
La station est un important pôle multimodal pour le nord lausannois, le métro permettant un accès rapide au centre-ville de Lausanne. Ainsi, des correspondances sont possibles avec les lignes de bus des TL 45, 46, passantes, et 64, cette dernière y effectuant son terminus. Les lignes 360, 362 et 435 de CarPostal marquent aussi leur terminus ici.